# Хроматична аберация
Хроматична аберация представлява нежелана дисперсия на светлината в различни оптични инструменти като обектив, бинокъл, микроскоп, телескоп, както и в някои очила. Появата на този вид оптична аберация се дължи на различната степен на пречупване на оптичното стъкло за различните дължини на вълната от видимия спектър.
Така например показателят на пречупване за сините лъчи е по-голям от този за червените, затова техният фокус е по-близо до главната плоскост на обектива, отколкото при червените, или с други думи съществува не един фокус, а съвкупност от фокусни разстояния за лъчите от различните цветове.
Хроматичната аберация във фотографските обективи се отстранява със система от лещи с различен показател на пречупване.